# Ealing Studios
Ealing Studios est une société de production et un studio cinématographique britannique installé dans le quartier d'Ealing près de Londres. Ils furent à l'origine de l'heure de gloire de la comédie britannique dans les années 1940 et 50 : Noblesse oblige, De l'or en barres, Tueurs de dames, Passeport pour Pimlico, L'Homme au complet blanc, etc. Officiellement, il s'agit des plus vieux studios de cinéma au monde.

## Histoire
À partir de 1896, le site fut occupé par les Studios Will Barker. En 1929, l'Associated Talking Pictures, société nouvellement créée par le producteur de théâtre Basil Dean, en fit l'acquisition et, en 1931, rouvrit les Studios Ealing, lesquels furent rebaptisés du nom de la société propriétaire en 1933. Lors du départ de Dean en 1938, Michael Balcon de la MGM fut désigné pour lui succéder ; alors, une soixantaine films avaient déjà été tournés dans les studios. Balcon rompit avec le nom ATP et commença à sortir des films sous le nom d'Ealing Studios. En 1944, la compagnie fut rachetée par la Rank Organisation.
Dans les années 1930 et 1940, Ealing produisit de nombreuses comédies avec des vedettes comme George Formby et Will Hay, qui s'était acquis une réputation dans le spectacle, mais ailleurs qu'au cinéma. La compagnie fut également déterminante par l'emploi de documentaristes pour tourner des films de guerre plus réalistes. Parmi ces derniers, on peut citer Went the Day Well ? (1942), Le Contremaître vient en France (The Foreman Went to France, 1942) et Le Navire en feu (San Demetrio, London, 1943). En 1945, le studio sortit un condensé de l'épouvante, Au cœur de la nuit (Dead of Night), dont l'influence allait être importante.
Dans la période d'après-guerre, la compagnie se lança dans une série de comédies à succès qui devinrent la marque de la fabrique des studios. Celles-ci étaient souvent légèrement satiriques, et tendaient à refléter des aspects du caractère et de la société britanniques. La première fut À cor et à cri (Hue and Cry) en 1947, et la dernière Il était un petit navire (Barnacle Bill) en 1956. Les films les plus célèbres de la série furent cependant produit durant la période allant de 1948 à 1955. Whisky à gogo ! (Whisky Galore !, 1949), Passeport pour Pimlico (Passport to Pimlico, 1949), Noblesse oblige (Kind Hearts and Coronets, 1949), De l'or en barres (The Lavender Hill Mob, 1951), L'Homme au complet blanc (The Man in the White Suit, 1951), Tortillard pour Titfield (The Titfield Thunderbolt, 1953) et Tueurs de dames (The Ladykillers, 1955) sont à présent considérés comme des classiques du cinéma britannique. Le directeur de la photographie d'un grand nombre de films produit par Ealing fut Douglas Slocombe, qui allait par la suite notamment être l'opérateur sur les trois premiers Indiana Jones de Steven Spielberg.
Les studios furent achetés par la BBC en 1955 pour y produire de la fiction pour la télévision, comme Colditz, The Singing Detective et Fortunes of War. Après que le studio d'Ealing fut vendu à la BBC, pendant deux années environ, on continua à produire des films sous le nom Ealing, mais qui étaient tournés au studio MGM d'Elstree.
En 1995, la National Film and Television School (NFTS) racheta les studios. Cinq années plus tard, en l'an 2000, ils devaient de nouveau changer de propriétaires et passer aux mains de Uri Fruchtmann, Barnaby Thompson, Harry Handelsman et John Kao, qui avaient à l'esprit de faire revivre le studio et de renouer avec ses succès passés. Depuis lors, le studio a recommencé à produire des films, parmi lesquels Lucky Break (2001), L'Importance d'être Constant (The Importance of Being Earnest, 2002) et Vaillant, pigeon de combat ! (Valiant, 2005).

## Filmographie

### Films Ealing Studios
- 1930 : Birds of Prey (en) de Basil Dean
- 1931 : A Honeymoon Adventure (en) de Maurice Elvey
- 1931 : Sally in Our Alley (en) de Maurice Elvey
- 1932 : Looking on the Bright Side (en) de Graham Cutts et Basil Dean
- 1932 : Nine till Six (en) de Basil Dean
- 1932 : The Bailiffs de Frank Cadman
- 1932 : The Impassive Footman (en) de Basil Dean
- 1932 : The Sign of Four de Graham Cutts
- 1932 : The Water Gypsies (en) de Maurice Elvey
- 1933 : Loyalties (en) de Basil Dean
- 1933 : Le Parfait Accord (Perfect Understanding) de Cyril Gardner
- 1933 : The Fortunate Fool (en) de Norman Walker (en)
- 1933 : The House of Trent (en) de Norman Walker (en)
- 1933 : The Right to Live (en) d'Albert Parker
- 1933 : This Week of Grace (en) de Maurice Elvey
- 1933 : Trois hommes dans un bateau (en) de Graham Cutts
- 1933 : Tiger Bay de James Elder Wills
- 1933 : To Brighton with Gladys (en) de George King
- 1934 : Autumn Crocus (en) de Basil Dean
- 1934 : Love, Life and Laughter de Maurice Elvey
- 1934 : Rolling in Money (en) d'Albert Parker
- 1934 : Sing As We Go (en) de Basil Dean
- 1934 : The Perfect Flaw (en) de Manning Haynes
- 1934 : The Secret of the Loch (en) de Milton Rosmer
- 1935 : Honeymoon for Three de Leo Mittler
- 1935 : It Happened in Paris de Carol Reed et Robert Wyler
- 1935 : Look Up and Laugh de Basil Dean
- 1935 : Les Maudits du château-fort (Lorna Doone) de Basil Dean
- 1935 : Midshipman Easy de Carol Reed
- 1935 : No Limit de Monty Banks
- 1935 : Play Up the Band (en) de Harry Hughes (en)
- 1935 : The Dictator de Victor Saville
- 1935 : The Public Life of Henry the Ninth de Bernard Mainwaring
- 1935 : The Silent Passenger de Reginald Denham
- 1936 : A Woman Alone (en) d'Eugene Frenke (en)
- 1936 : Calling the Tune de Reginald Denham et Thorold Dickinson
- 1936 : Cheer Up (en) de Leo Mittler
- 1936 : Dreams Come True de Reginald Denham
- 1936 : Guilty Melody de Richard Pottier
- 1936 : Keep Your Seats, Please (en) de Monty Banks
- 1936 : Laburnum Grove de Carol Reed
- 1936 : Queen of Hearts (en) de Monty Banks
- 1936 : The House of the Spaniard (en) de Reginald Denham
- 1936 : The Lonely Road (en) de James Flood
- 1936 : Tropical Trouble (en) de Harry Hughes (en)
- 1936 : Whom the Gods Love : The Original Story of Mozart and his Wife de Basil Dean
- 1937 : Brief Ecstasy d'Edmond T. Gréville
- 1937 : Feather Your Nest (en) de William Beaudine
- 1937 : Keep Fit (en) d'Anthony Kimmins
- 1937 : Secret Lives d'Edmond T. Gréville
- 1937 : Take a Chance (en) de Sinclair Hill
- 1937 : The Girl in the Taxi d'André Berthomieu
- 1937 : The High Command (en) de Thorold Dickinson
- 1937 : The Show Goes On de Basil Dean
- 1937 : Who's Your Lady Friend? de Carol Reed
- 1938 : I See Ice (en) d'Anthony Kimmins
- 1938 : It's in the Air d'Anthony Kimmins
- 1938 : Penny Paradise de Carol Reed
- 1938 : The Gaunt Stranger (en) de Walter Forde
- 1938 : The Ware Case (en) de Robert Stevenson
- 1939 : Let's Be Famous (en) de Walter Forde
- 1939 : Trouble Brewing d'Anthony Kimmins
- 1939 : The Four Just Men de Walter Forde
- 1939 : There Ain't No Justice de Pen Tennyson (en)
- 1939 : Young Man's Fancy (en) de Robert Stevenson
- 1939 : Cheer Boys Cheer (en) de Walter Forde
- 1939 : Come on George! (en) d'Anthony Kimmins
- 1940 : Return to Yesterday (en) de Robert Stevenson
- 1940 : The Proud Valley (en) de Pen Tennyson (en)
- 1940 : Let George Do It! de Marcel Varnel
- 1940 : Convoy (en) de Pen Tennyson (en)
- 1940 : Saloon Bar (en) de Walter Forde
- 1940 : Sailors Three (en) de Walter Forde
- 1940 : Spare a Copper (en) de John Paddy Carstairs
- 1941 : The Ghost of St. Michael's de Marcel Varnel
- 1941 : Turned Out Nice Again de Marcel Varnel (tourné aux studios)
- 1941 : Ships with Wings (en) de Sergei Nolbandov (en)
- 1942 : The Black Sheep of Whitehall de Basil Dearden
- 1942 : The Big Blockade de Charles Frend
- 1942 : The Foreman Went to France de Charles Frend
- 1942 : The Next of Kin de Thorold Dickinson
- 1942 : The Goose Steps Out de Basil Dearden
- 1942 : Went the Day Well? d'Alberto Cavalcanti
- 1943 : Ils étaient neuf (Nine Men) de Harry Watt
- 1943 : The Bells Go Down de Basil Dearden
- 1943 : Undercover de Sergei Nolbandov (en)
- 1943 : My Learned Friend de Basil Dearden
- 1943 : Le Navire en feu (San Demetrio, London) de Charles Frend
- 1944 : L'Auberge fantôme (The Halfway House) de Basil Dearden
- 1944 : For Those in Peril de Charles Crichton
- 1944 : They Came to a City de Basil Dearden
- 1944 : Champagne Charlie d'Alberto Cavalcanti
- 1944 : Fiddlers Three de Harry Watt
- 1945 : Johnny Frenchman (en) de Charles Frend
- 1945 : Painted Boats de Charles Crichton
- 1945 : Au cœur de la nuit (Dead of Night), collectif
- 1945 : Pink String and Sealing Wax (en) de Robert Hamer
- 1946 : J'étais un prisonnier (The Captive Heart) de Basil Dearden
- 1946 : La route est ouverte (The Overlanders) de Harry Watt[1]
- 1947 : À cor et à cri (Hue and Cry) de Charles Crichton[2]
- 1947 : Nicolas Nickleby (en) d'Alberto Cavalcanti
- 1947 : The Loves of Joanna Godden de Robert Hamer
- 1947 : Frieda de Basil Dearden
- 1947 : Il pleut toujours le dimanche (It Always Rains on Sunday) de Robert Hamer
- 1948 : Les Guerriers de l'ombre (Against the Wind) de Charles Crichton
- 1948 : Sarabande (Saraband for Dead Lovers) de Basil Dearden[3]
- 1948 : Un autre rivage (Another Shore) de Charles Crichton
- 1948 : L'Épopée du capitaine Scott (Scott of the Antarctic) de Charles Frend
- 1949 : La Dernière Barricade (Eureka Stockade) de Harry Watt
- 1949 : Passeport pour Pimlico (Passport to Pimlico) de Henry Cornelius
- 1949 : Whisky à gogo ! (Whisky Galore!) d'Alexander Mackendrick
- 1949 : Noblesse oblige (Kind Hearts and Coronets) de Robert Hamer
- 1949 : Train du destin (Train of Events) collectif
- 1949 : De la coupe aux lèvres (A Run for Your Money) de Charles Frend
- 1950 : La Lampe bleue (The Blue Lamp) de Basil Dearden
- 1950 : Le Démon de la danse (Dance Hall) de Charles Crichton
- 1950 : Bitter Springs (en) de Ralph Smart
- 1950 : La Cage d'or (Cage of Gold) de Basil Dearden
- 1950 : L'Aimant (The Magnet) de Charles Frend
- 1951 : Pool of London de Basil Dearden
- 1951 : De l'or en barres (The Lavender Hill Mob) de Charles Crichton
- 1951 : L'Homme au complet blanc (The Man in the White Suit) d'Alexander Mackendrick
- 1951 : Quand les vautours ne volent plus (Where No Vultures Fly) de Harry Watt
- 1952 : His Excellency (en) de Robert Hamer
- 1952 : Secret People (The Secret People) de Thorold Dickinson
- 1952 : I Believe in You de Basil Dearden et Michael Relph
- 1952 : La Merveilleuse histoire de Mandy (Mandy) d'Alexander Mackendrick
- 1952 : Un si noble tueur (The Gentle Gunman) de Basil Dearden
- 1953 : Tortillard pour Titfield (The Titfield Thunderbolt) de Charles Crichton
- 1953 : La Mer cruelle (The Cruel Sea) de Charles Frend
- 1953 : The Square Ring de Basil Dearden et Michael Relph
- 1953 : Meet Mr. Lucifer d'Anthony Pelissier
- 1954 : La Loterie de l'amour (The Love Lottery) de Charles Crichton
- 1954 : Maggie (The Maggie] d'Alexander Mackendrick
- 1954 : À l'ouest de Zanzibar (West of Zanzibar) de Harry Watt
- 1954 : Casaque arc-en-ciel (The Rainbow Jacket) de Basil Dearden
- 1954 : Lease of Life de Charles Frend
- 1954 : Les hommes ne comprendront jamais (The Divided Heart) de Charles Crichton
- 1955 : Out of the Clouds de Basil Dearden
- 1955 : La nuit où mon destin s'est joué (The Night My Number Came Up) de Leslie Norman
- 1955 : Le Bateau qui mourut de honte (The Ship That Died of Shame) de Basil Dearden
- 1955 : Touch and Go de Michael Truman (en)
- 1955 : Tueurs de dames (The Ladykillers) d'Alexander Mackendrick
- 1956 : The Feminine Touch de Pat Jackson
- 1956 : Un détective très privé de Basil Dearden
- 1956 : S.O.S. Scotland Yard (The Long Arm) de Charles Frend
- 1957 : Flammes dans le ciel (The Man in the Sky) de Charles Crichton
- 1957 : Le Voyageur des plaines de Leslie Norman
- 1957 : Il était un petit navire (Barnacle Bill) de Charles Frend
- 1957 : Davy de Michael Relph
- 1958 : Dunkerque (Dunkirk) de Leslie Norman
- 1958 : Le Criminel aux abois (Nowhere to Go) de Basil Dearden et Seth Holt
- 1959 : L'Île des réprouvés (The Siege of Pinchgut) de Harry Watt

### Documentaires
- 1940 : All Hands
- 1940 : Dangerous Comment
- 1940 : Food for Thought
- 1940 : Now You're Talking
- 1940 : Salvage with a Smile
- 1940 : Sea Fort
- 1941 : Guest of Honour
- 1941 : Yellow Caesar
- 1941 : Young Veterans
- 1942 : Find, Fix and Strike
- 1942 : Go to Blazes
- 1942 : Raid on France (adaptation de Next of Kin
- 1943 : Greek Testament
- 1944 : Return of the Vikings
- 1946 : Man - One Family

### Productions de BBC TV
- Colditz (pour des inserts uniquement, le programme étant essentiellement enregistré sur bande vidéo)
- Doctor Who (id.)
- Fortunes of War
- Quatermass and the Pit (pour des inserts uniquement, le programme étant sinon enregistré en public)
- The Singing Detective
- 1992 : An Ungentlemanly Act

### Films plus récents
- 1999 : Un mari idéal (An Ideal Husband) d'Oliver Parker
- 1999 : Coup de foudre à Notting Hill (Notting Hill) de Roger Michell
- 2001 : Lucky Break de Peter Cattaneo
- 2002 : L'Importance d'être Constant (The Importance of Being Earnest) d'Oliver Parker
- 2004 : Shaun of the Dead d'Edgar Wright
- 2005 : Vaillant, pigeon de combat ! (Valiant), film d'animation de Gary Chapman
- 2007 : I Want Candy de Stephen Surjik
- 2007 : St Trinian's : Pensionnat pour jeunes filles rebelles d'Oliver Parker et Barnaby Thompson
- 2010 : Cadavres à la pelle de John Landis

### Télévision indépendante
- The Royle Family Granada
- Bedtime Hat Trick Productions
- Randall and Hopkirk (Deceased) (Ghost)
- Emma Brody 20th Century Fox
- Downton Abbey, scènes côté domestiques

...entre autres

### Clips vidéo
- Walk Away de Franz Ferdinand
- Talk de Coldplay
- The Drowners de Suede (version américaine)
- Crazy Beat de Blur
- The Moment You Believe de Melanie C

### Vidéographie
- Forever Ealing. Ealing Studios 100th Anniversary. Le Documentaire de référence sur l'histoire des studios Ealing, StudioCanal, 2004,  (EAN 3-259130-217872).